# Centrale idroelettrica di Castellano
La centrale di Castellano è situata nel comune di Ascoli Piceno lungo la strada per valle Castellana, tra Porta Cartara e Castel Trosino.

## Caratteristiche
La centrale fa parte del sistema di centrali costruite lungo il torrente Castellano. Si tratta di una centrale ad acqua fluente ed è equipaggiata con un unico gruppo turbina/alternatore Francis ad asse orizzontale.
È alimentata dall'invaso di circa 70.000 m2 realizzato al di sotto della rupe di Castel Trosino. Con una galleria a pelo libero di 2 km, l'acqua viene portata alla vasca di carico, per proseguire verso la centrale con una condotta forzata che attraversa la strada per Valle Castellana.

## Storia
La centrale fu costruita nel 1927 a forma di castello, ma venne distrutta dai tedeschi in ritirata nel giugno del 1944, per essere successivamente ricostruita nelle forme attuali nel 1947.